# Cima di Pienasea
La Cima di Pienasea è una montagna della catena delle Alpi Cozie, alta 3117 m.

## Caratteristiche
Si trova in alta Valle Varaita, in comune di Pontechianale.
Si trova all'unione di tre creste:
- una cresta che si dirama in direzione Est. passa per il Colle del Lupo (3052 m) e raggiunge la Cima del Lupo (3132 m)[1].
- una cresta che si dirama in direzione E-NE verso la Cima di Bardia ed il Colle del Rastel
- una cresta che si dirama in direzione N per poi biforcarsi: un ramo prosegue in direzione N-NE verso la Tour Real, l'altro si sviluppa in direzione NO costituendo lo spartiacque tra il Vallone del Lupo ed il Vallone di Pienasea

La sommità è costituita da una serie di affioramenti rocciosi piuttosto compatti; il versante NE è costituito da pareti rocciose abbastanza scoscese, mentre gli altri versanti sono pendii detritici.
Dal punto di vista geologico, la montagna è costituita da scisti quarzoso-sericitici e sericitico-cloritici appartenenti al complesso del Permo-Carbonifero di Sampeyre.
Non sono noti i dati della prima ascensione; data la relativa facilità della medesima, è probabile che già in tempi remoti la vetta sia stata raggiunta da cacciatori della zona.
Presso il vicino Colle del Lupo sorgono i ruderi della Caserma Courero.

## Ascensioni

### Via normale
L'accesso più agevole avviene dal versante Sud. Si parte dalla frazione Genzana di Pontechianale e si risale il Vallone di Fiutrusa seguendo il sentiero U15 fino alle Grange Sela; qui si piega a destra per il sentiero U17, che si segue fino in vista del Colle del Lupo. Qui si risale il pendio, puntando non direttamente al Colle, ma deviando a destra, fino a raggiungere una spalletta sulla cresta; qui si incontra una traccia di sentiero che conduce alla vetta. Il tempo di percorrenza è di circa 4 ore. In alternativa, si può puntare direttamente al Colle del Lupo, e da qui risalire in vetta seguendo una traccia di sentiero sulla sinistra.
La difficoltà dell'itinerario è valutata EE.
Il Rifugio Savigliano, a frazione Genzana, può costituire un buon punto d'appoggio per l'escursione.

### Altri accessi
La vetta è raggiungibile anche partendo da Chianale, risalendo al Col Longet per il sentiero U21, per poi risalire il Vallone del Lupo fino al Colle del Lupo, da cui si raggiunge la vetta per l'itinerario della via normale. Si può anche abbandonare il sentiero poco prima del Colle del Lupo per risalire direttamente il detritico pendio N-O che conduce alla vetta.
Si può anche arrivare dal Vallone di Pienasea. Ci si porta alla base della Tour Real, e da lì si risale il Vallone di Pienasea fino alla cresta della Cima di Pienasea, da cui si raggiunge la vetta.